# قسم أرمو الريفي (مقاطعة درة شهر)
قسم أرمو الريفي (بالفارسية: دهستان ارمو) هي قسم تقع في إيران في قسم. يقدر عدد سكانها بـ 7,089 نسمة .